# فرانسيس دورو
فرانسيس دورو (بالإنجليزية: Francis Duru)‏ (مواليد 27 يوليو 1969)، هُو مُمثل نيجيري.

## وصلات خارجية
- فرانسيس دورو على موقع IMDb (الإنجليزية)